# Gibraltar Defence Police

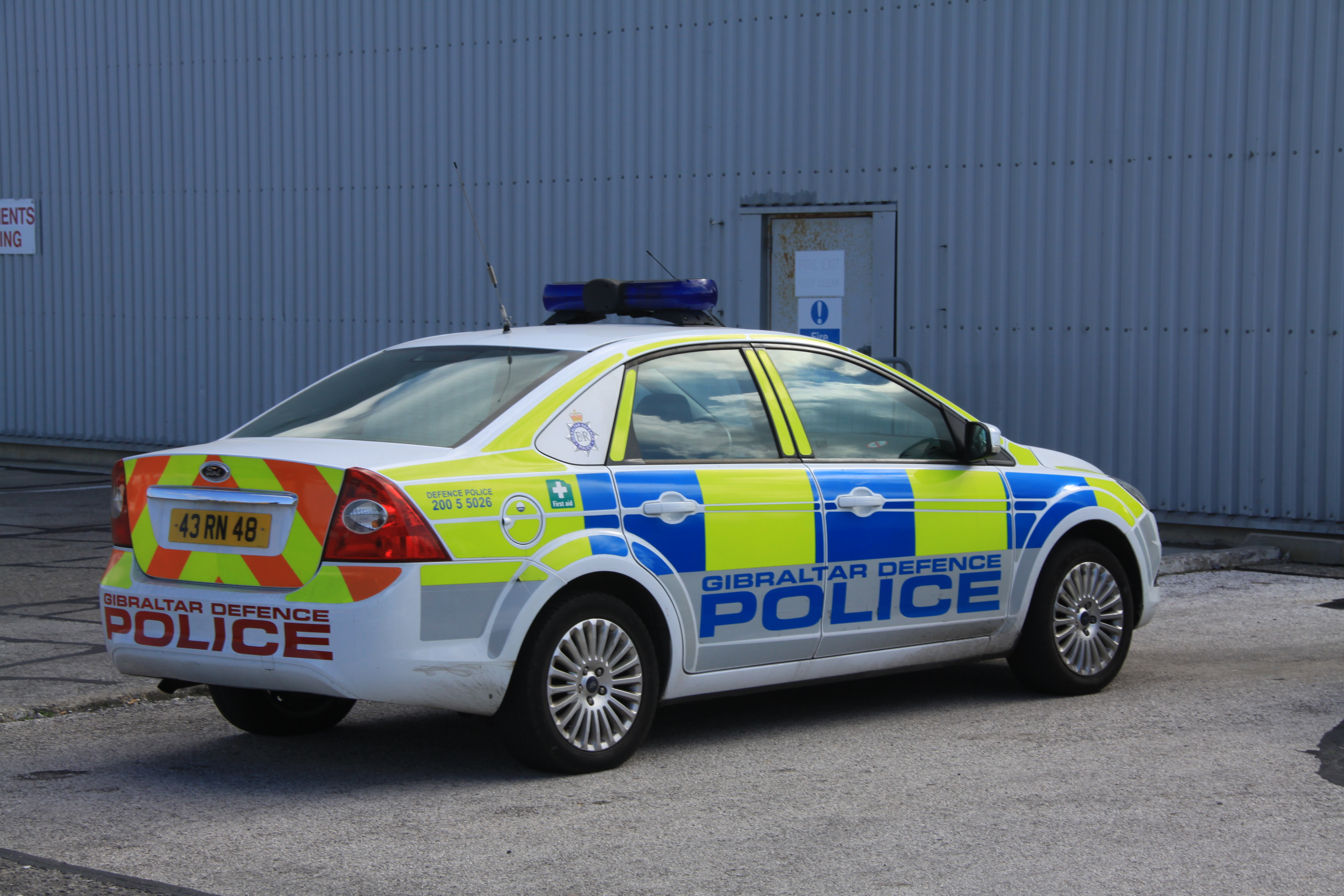
Streifenwagen

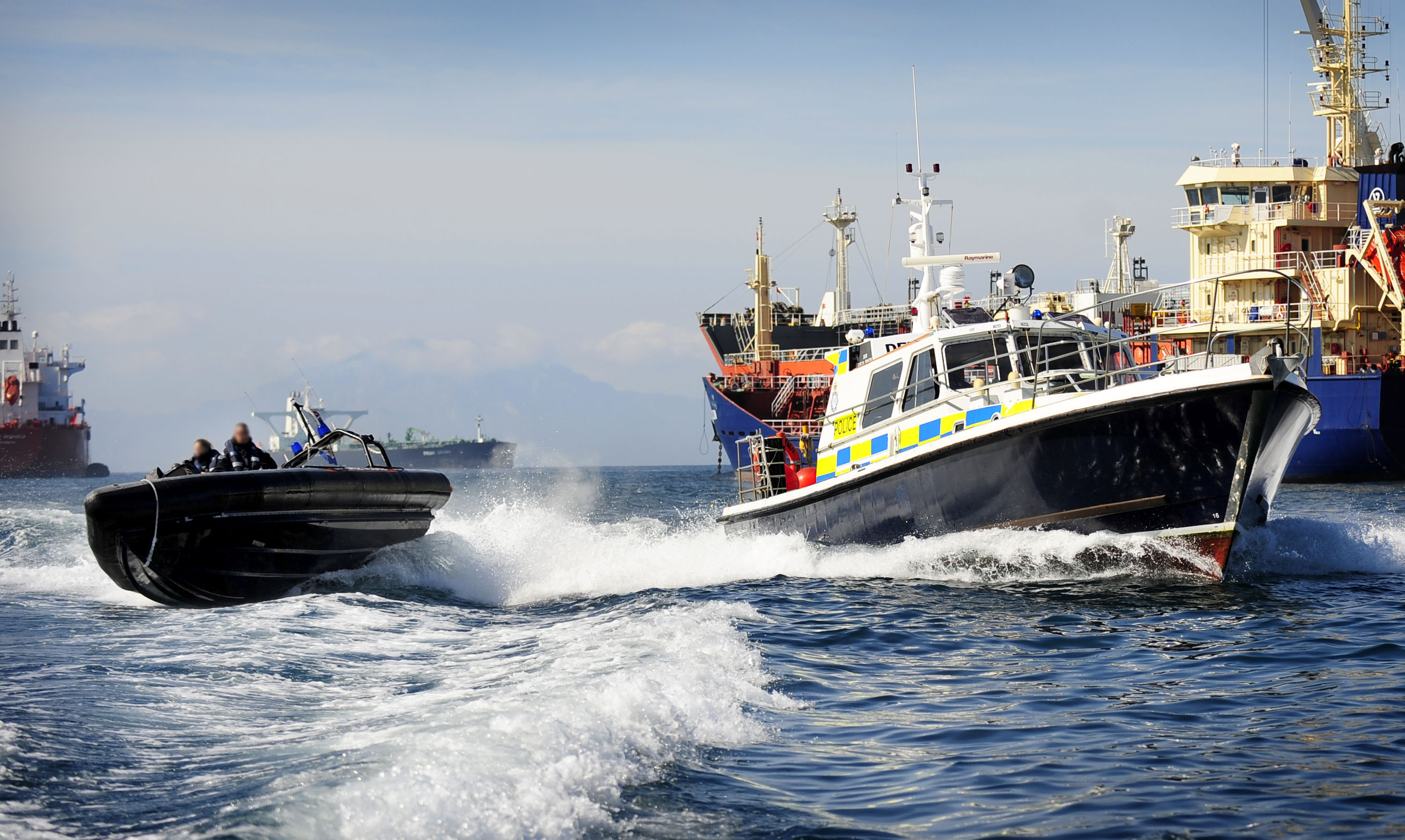
Schnellboote der GDP

Die Gibraltar Defence Police (GDP, engl.: Verteidigungspolizei von Gibraltar) ist eine zivile Polizeibehörde, die für die Sicherheit und Ordnung in Einrichtungen des britischen Verteidigungsministeriums in Gibraltar zuständig ist. Bis zum 17. Dezember 2009 hieß sie Gibraltar Services Police (GSP). Die GDP ist das Äquivalent zur Ministry of Defence Police in Großbritannien. Arbeitsbedingungen und Gehalt entsprechen dieser Behörde.
Die GDP wird von einem Chief Superintendent geleitet, der vom Gouverneur und Oberbefehlshaber von Gibraltar ernannt wird und dem Kommandeur der Britischen Streitkräfte in Gibraltar (British Forces Gibraltar) untersteht. Neben dem Chief Superintendent bestand sie 2004 aus zwei Chief Inspectors, sechs Inspectors, 15 Sergeants, 103 Constables und 16 Zivilbeschäftigten. Die Angehörigen der GDP sind, wie die der Ministry of Defence Police, berechtigt Waffen zu tragen.
Seit dem 20. März 1997 hat sie ein für sie gebautes Hauptquartier im Marinestützpunkt HMS Rooke, welches sie mit der Joint Provost and Security Unit der Britischen Armee teilt. Seit 1998 gibt es eine Wasserschutzeinheit (Marine Unit), welche aus einem Sergeant und mehr als 20 Constables besteht. Sie ist für die wasserseitige Sicherung der Marineeinrichtungen zuständig und unterstützt die Wasserschutzpolizei der Royal Gibraltar Police bei ihren Aufgaben auf dem Wasser. Die GDP betreibt zu diesem Zweck mehrere Schlauchboote und zwei 15 m-Barkassen. Ferner unterstützt die GDP das Gibraltar Co-ordinating Centre for Criminal Intelligence and Drugs durch Abordnung von Beamten.